# Бауманис, Герберт
Герберт Бауманис (латыш. Herberts Baumanis, 5 января 1889, Рига — неизвестно) — российский легкоатлет, выступавший в беге на короткие и средние дистанции, латвийский спортивный организатор. Участник летних Олимпийских игр 1912 года.

## Биография
Герберт Бауманис родился 5 января 1889 года в российском городе Рига (сейчас в Латвии).
Учился в рижской городской классической гимназии, королевской прусской школе физического воспитания.
Выступал в легкоатлетических соревнованиях за «Унион» из Риги. Стал серебряным призёром чемпионата России по лёгкой атлетике 1909 года в беге на 400 метров и бронзовым призёром чемпионата России по лёгкой атлетике 1910 года в беге на 400 метром и 110 метров с барьерами. В 1914 году, в составе команды рижского общества "Унион", одержал победу в эстафете 4×400 м на проходившем, в рамках Второй Российской олимпиады, чемпионате России.
В 1909 году установил рекорд России в беге на 800 метров — 2 минуты 14,6 секунды.
В 1912 году вошёл в состав сборной России на летних Олимпийских играх в Стокгольме. В беге на 200 метров не смог финишировать в четвертьфинальном забеге. Также был заявлен в беге на 400 метров и в эстафете 4х400 метров, но не вышел на старт.
Был одним из пионеров футбола, хоккея с мячом и конькобежного спорта в Латвии. В 1921 году участвовал в создании Латвийского футбольного союза. Был тренером и спортивным судьёй.
В 1944 году эмигрировал в Германию.
О дальнейшей жизни данных нет.

## Семья
Отец — Генрих Бауманис, купец.
Мать — Эмилия Бауманис (в девичестве Пик).